# AzeriCard
AzeriCard — азербайджанская компания по обслуживанию банковских карт. Международный банк Азербайджана владеет 100 процентами AzeriCard.

## Общие сведения
Компания создана в 1996 году. AzeriCard является дочерней компаний Международного банка Азербайджана.
Системы AzeriCard работают с MasterCard, Visa, American Express, Diners Club, UnionPay и JCB International.

## История
1. Банковский логотип
2. EMV-чип
3. Голограмма
4. Номер карты
5. Логотип платёжной системы
6. Срок действия
7. Имя держателя карты

1. Магнитная полоса
2. Поле для подписи
3. Код CVV2

Пример обратной стороны типичной дебетовой карты:

В 1997 году компания AzeriCard была признана создателем самой первой банковской карты в Азербайджане, выпущенной Международным банком Азербайджана.

Пример лицевой стороны типичной дебетовой карты::

10 сентября 2019 года, Международный Банк Азербайджана презентовал первый в стране Visa Token Service, запущенный для банка компанией AzeriCard.
22 февраля 2024 года к процессинговому центру AzeriCard был подключён AccessBank.

## Доля рынка
По данным на конец ноября 2016 года, 35% пластиковых карт, 65% банкоматов и 62% POS-терминалов в Азербайджане обслуживаются AzeriCard.
В настоящее время услугами AzeriCard пользуются более двадцати банков на национальном и международном уровнях.
На январь 2024 года процессинговый центр «Azericard» обслуживает банкоматы, POS-терминалы и мобильные приложения 13 из 23 банков Азербайджана.
На декабрь 2021 года в сети «AzeriCard» насчитывалось 30 тысяч POS-терминалов, 1,6 тысячи банкоматов. На декабрь 2021 года на платформе AzeriCard было зарегистрировано 3,7 млн. бесконтактных карт.

## Продукция

### Мобильный кошелек
AzeriCard предлагает клиентам так называемый “мобильный кошелек". Клиенты могут использовать свой смартфон, чтобы снять наличные в банкоматах, не используя при этом реальную банковскую карту во время транзакции. Технология получила название “Way4 Cash By Code".
Над созданием услуги мобильного кошелька AzeriCard работала с технологической компанией OpenWay.
К 2011 году 15 банков в Азербайджане использовали технологию мобильной банковской системы, предоставленную AzeriCard.

## Конкуренты
По состоянию на начало 2017 года помимо AzeriCard на территории Азербайджана услуги по обработке пластиковых карт предоставляли MilliKart и KapitalBank.

## Клиенты
- AccessBank
- AGБанк
- Амрахбанк
- Атабанк
- Bank Respublika
- Международный Банк Азербайджана
- PASHA Bank
- ИКБ Никойл
- Ziraat Bank Azerbaijan
- Silk Way Bank
- БТА Банк
- Народный банк Республики Узбекистан (Xalq Bank)
- AFB Bank
- Azer-Turk Bank
- Банк Аврасия
- Bank BTB
- NBC Bank
- Caspian Development Bank
- МуганБанк
- Рабитабанк
- Банк ВТБ (Азербайджан)
- КДБ Банк Узбекистан